# 8 Tarnogórski Pułk Piechoty
8 Tarnogórski Pułk Piechoty – oddział piechoty polskiej okresu III powstania śląskiego.
Pierwotnie pułk został sformowany jako Podgrupa "Butrym" w składzie Grupy "Północ". Jego żołnierze rekrutowali się z okolic Tarnowskich Gór (stąd nazwa). Dowódcą pułku był Feliks Ankerstein ps. "Butrym". 
W 1921, 8 Tarnogórski Pułk Piechoty został przetransportowany do koszar w Inowrocławiu w celu uroczystej demobilizacji. W wyniku nadgorliwości służbisty z 55 pułku piechoty 13 sierpnia 1921 życie straciło dwóch już zdemobilizowanych powstańców a 15 zostało rannych.